# 安娜·卡林斯卡娅
安娜·尼古拉耶芙娜·卡林斯卡娅（俄語：Анна Николаевна Калинская，IPA：[ˈanːə kɐˈlʲinskəjə] ⓘ；1998年12月2日—）是俄罗斯职业网球运动员。在女子网球协会(WTA) 的排名中，2022年7月以单打选手的身份达到了职业生涯最高的第70位。同月，她以双打选手的身份达到职业生涯最高排名第65位。她在WTA 巡回赛上赢得了三个双打冠军，在ITF巡回赛上赢得了七个单打冠军和九个双打冠军。